# ميريام تيفز
ميريام تيفز (من مواليد عام 1964)، الحاصلة على وسام مقاطعة مانيتوبا، هي كاتبة كندية، اشتهرت بروايتيها طيبة معقدة التي نُشرت عام 2004، وجميع أحزاني الضعيفة التي نُشرت عام 2014. حازت تيفز على العديد من الجوائز الأدبية، بما في ذلك جائزة الحاكم العام لقصص الخيال، وجائزة صندوق أنجيل فايندلي عن مجمل أعمالها. وصلت تيفز مرتين للترشيحات النهائية لجائزة سكوتيابانك غيلر، وحازت مرتين على جائزة ثقة روجرز للروايات الخيالية.
لعبت تيفز دورًا رياديًا في الفيلم الطويل الضوء الصامت، الذي ألفه وأخرجه المخرج السينمائي المكسيكي، كارلوس ريجاداس، وحاز على جائزة لجنة التحكيم (في مهرجان كان)، في تجربة ألهمتها لكتابة روايتها الخامسة، إيرما فوث، التي صدرت عام 2011.

## حياتها وأعمالها
نشأت تيفز في مدينة شتاينباخ في إقليم مانيتوبا، وهي الابنة الثانية في عائلة تتبع جماعة كلاين جيميند المنطوية تحت جناح الطائفة المينوناتية. تعود أصول تيفز من جانب والدها إلى كلاس آر. رايمير، (من مواليد عام 1837، وتوفي عام 1906)، أحد أوائل المستوطنين الذين سكنوا مدينة شتاينباخ الكندية، بعد وصوله إليها عام 1874 قادمًا من أوكرانيا. أما والدتها، إلفيرا لوين، فهي ابنة رجل الأعمال الموقر الراحل، سي. تي. لوين، مؤسس شركة للأعمال الخشبية أصبحت فيما بعد تُعرف بـ «شركة لوين ويندوز».
مارست تيفز، في سنوات مراهقتها، رياضة ركوب الخيل، وشاركت في مسابقات الفروسية، وسباقات الخيول. التحقت تيفزر بمدرسة شتاينباخ الإقليمية للتعليم الثانوي. غادرت ميريام تيفز مدينة شتاينباخ في الثامنة عشر من عمرها، وعاشت لفترة وجيزة من حياتها في كل من مونتريال ولندن، قبل أن تستقر بشكل دائم في مدينة وينيبيغ عاصمة مقاطعة مانيتوبا. حصلت تيفز على شهادة البكالوريوس في الدراسات السينمائية من جامعة مانيتوبا، وعلى شهادة البكالوريوس في الصحافة من جامعة كلية الملك في مدينة هاليفاكس.
نشرت تيفز روايتها الأولى، صيف حظّي الرائع، عام 1996، عن دار نشر تيرنستون بريس، وذلك أثناء عملها كصحفية مستقلة. طُورت الرواية التي تستعرض تطور الصداقة بين أمّين عازبتين يُقمن في مجمع سكني عام في مدينة وينيبينغ من فيلم وثائفي كانت تيفز تعمل عليه لصالح راديو سي بي سي يتحدث عن موضوع أمهات الرعاية الاجتماعية. رُشّحت الرواية، سنة نشرها، لجائزة ميدالية ليكوك ميموريال للروايات الهزلية، ولجائزة ماكتالي روبنسون. فازت تيفز بجائزة ماكنالي روبنسون من خلال روايتها الثانية، ولد ذو تربية جيدة، التي نُشرت عام 1998.
كتبت تيفز -وأعدت حلقات- لبرنامج واير تاب الإذاعي، ولمجلة كانيديان جيوغرافيك، ولمجلة جيست، ولصحيفة الغارديان، ولمجلة نيويورك تايمز، ولمجلة 1843، ولمجلة ساتاردي نايت. فازت تيفز في عام 1999 بالميدالية الذهبية للمجلة الوطنية عن فئة الكتب الهزلية. ألفت تيفز مجموعة الرسائل X، وهي عبارة عن سلسلة من الرسائل الشخصية الموجهة لوالد ابنها قُرِئت في برنامج ذا أميريكان لايف (الحياة الأمريكية) الإذاعي، خلال إحدى الحلقات التي تتحدث عن الآباء المفقودين.
توفي والد تيفز عام 1998 منتحرًا. ألهمت وفاته ابنته ميريام لكتابة مذكراتها بسرد من والدها جمعتها في كتاب حمل عنوان،  أرجوحة منخفضة: حياة. تلقى الكتاب ردود فعل جيدة باعتباره كتابًا كلاسيكيًا يتحدث عن الأمراض العقلية في عصر الأدب الحديث، وحاز على جائزة ألكسندر كينيدي إسبستر للقصص الواقعية، وعلى جائزة ماكنالي روبنسون لكتاب العام. كان والد تيفز يعاني من اضطراب ثنائي القطب لفترة طويلة من حياته، لكنه كان بالمقابل، مدرسًا نشطًا وموقرًا في مدرسة ابتدائية، ناضل من أجل تأسيس أول مكتبة عامة في مدينة شتاينباخ. افتتحت هيئة مكاتب شتاينباخ بعد وفاته حديقة ميلفين سي تيفز للقراءة تحقيقًا لرغبته في بناء المكتبة. توفيت الشقيقة الوحيدة لميريام، مارجوري، انتحارًا عام 2010، بعد 12 سنة تقريبًا من وفاة والدهما.

## روابط خارجية
- ميريام تيفز على موقع IMDb (الإنجليزية)
- ميريام تيفز على موقع ألو سيني (الفرنسية)
- ميريام تيفز على موقع أول موفي (الإنجليزية)
- ميريام تيفز على موقع قاعدة بيانات الأفلام السويدية (السويدية)
- ميريام تيفز على موقع قاعدة بيانات الفيلم (الإنجليزية)
- ميريام تيفز على موقع كينوبويسك (الروسية)